# Carl Palmblad
Carl Johan Palmblad, föddes 4 augusti 1853 i Rappestads socken, Östergötlands län, död 25 september 1919 i Stockholm, Stockholms län, var en svensk klarinettist.

## Biografi
Carl Palmblad föddes 4 augusti 1853 i Rappestads socken. Han var son till Carl Peter Persson och Ulla Persdotter. Palmblad var elev vid Musikkonservatoriet i Stockholm 1877–1882. Palmblad tog musikdirektörsexamen 1882. Han var klarinettist i Kungliga Hovkapellet 1879–1906 och musikdirektör vid Bohusläns regemente 1886–1906. Palmblad var från 1891 kamrer vid Hovkapellets pensionsinrättning och musikdirektör i regementets reserv 1906. Han avled 25 september 1919 i S:t Johannes församling, Stockholm.